# 楊言 (隆慶進士)
楊言（1541年—？），字行可，雲南大理府太和縣人，民籍，明朝政治人物。

## 生平
雲南鄉試第三十三名舉人。隆慶二年（1568年）中式戊辰科會試第三百九十三名，三甲第一百六十四名進士。初授行人，万历三年（1575年）三月授吏科给事中，丁忧归。六年十二月復除吏科，八年正月升四川按察司佥事，十年贬番禺知县。

## 家族
曾祖楊清，壽官；祖父楊茂，壽官；父楊時新，知縣。母李氏。具庆下。兄杨京（贡士）。